# Panfilo di Alessandria
Panfilo (in greco antico: Πάμφιλος?, Pámphilos; I secolo) è stato un grammatico e lessicografo greco antico.

## Biografia
Dal lessico Suda sappiamo solo che fu alessandrino e della scuola di Aristarco di Samotraciaː
(trad. A. D'Andria)

## Opere
Panfilo fu autore di un celebre e monumentale lessico (Περὶ γλωσσῶν ἤτοι λέξεων), in 95 libri, su parole straniere o oscure, la cui idea fu attribuita ad un altro grammatico, Zopirione, che compilò lui stesso i primi 4 libri. L'opera è perduta, ma un'epitome di essa ad opera di Diogeniano (II secolo) formò la base del lessico di Esichio. Panfilo fu una delle fonti principali usate da Ateneo nei suoi Deipnosophistai e nelle parti superstiti delle sue definizioni vi è, ad esempio, la prova dell'interesse degli antiquari per i dettagli della storia culturale e delle leggende locali, come i misteri eleusini e una pratica di culto a Sparta. Il lessico di Panfilo conteneva anche informazioni sugli animali, con riferimenti a caratteristiche biologiche e questioni di storia naturale e curiosità, probabilmente tratte da Aristotele o da una relativa fonte peripatetica, seguendo la pratica dei commentatori omerici. Questa ricca miscela di informazioni era ottenuta attraverso l’utilizzo di fonti specialistiche, nonché predecessori nel campo della lessicografia, supportati da citazioni da varie opere letterarie e riferimenti a gruppi particolari dei parlanti e dei loro dialetti.
Altresì perduti sono altri trattati citati in Suda, comunque di tipo linguistico, come uno Sulle erbe curative, citato e criticato da Galeno per la mancanza di scientificità, o un Λειμῶν (Prato), di tipo miscellaneo, fonte di Plinio il Vecchio e Gellio; o ancora un'opera di commento agli Ophiakà nicandrei (Εἰς τὰ Νικάνδρου ἀνεξήγητα καὶ τὰ καλούμενα Ὀπικά) ed una Tecnica critica (Τέχνην κριτικήν).